# Philipps-Universität Marburg

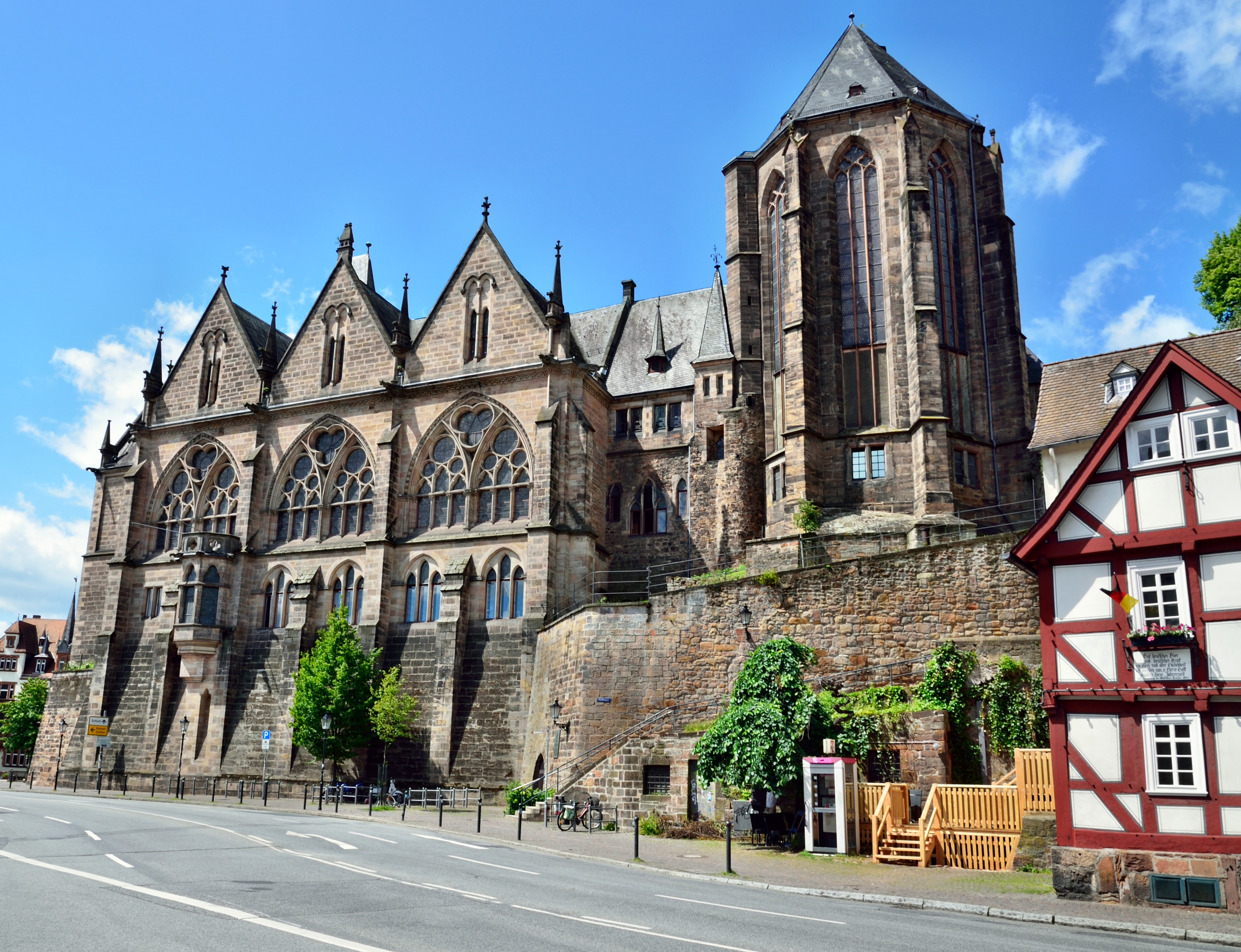
"Gamla universitetetsbyggnaden" som innehåller universitetskyrkan och avdelningen för religionsstudier.

Philipps-Universität Marburg (historiskt Alma Mater Philippina) i Marburg grundades 1 juli 1527 av Filip I av Hessen som en protestantisk högskola. Det är därmed det äldsta ännu verksamma protestantiska universitetet i världen. Universitetet har cirka 23 000 studenter.